# المعاصم
ال معاصم یک منطقهٔ مسکونی در عربستان سعودی است که در استان مکه واقع شده‌است.